# Ray Verhaeghe
Raymond (Ray) Verhaeghe (Torhout, 19 maart 1926) is een Belgisch acteur.

## Opleiding
Verhaeghe volgde de lagere school in Torhout en deed daarna de volledige oude Humaniora Latijn-Grieks. Aan het Stedelijk Muziekconservatorium in Brugge leerde hij verder op de afdeling Woordvoordrachtkunst en Toneelspeelkunst, waarna hij verderging met het Koninklijk Muziekconservatorium in Gent. Tot slot deed hij ook het Studio van het Nationaal Toneel in Antwerpen, waar hij in 1956 afstudeerde, waarvan 21 maanden studieonderbreking door militaire dienst.

## Loopbaan
Verhaeghe is een acteur die tot op heden actief is en in vele toneelstukken en televisieseries te zien was en is. Van 1956 tot en met 1991 had hij een vaste verbintenis als acteur aan de Koninklijke Nederlandse Schouwburg te Antwerpen. Hierna bleef hij actief vooral in televisieseries. Bij het grote publiek werd hij bekend door zijn rol als Albert Thielens in de soapserie Familie. 

## Persoonlijk
Verhaeghe is weduwnaar en kreeg met zijn vrouw vier kinderen.

## Rollen
- Albert Thielens in Familie (1993-heden; in 1992 speelde hij al enkele afleveringen de gastrol van boekhouder Jef Van Rooy)
- Notaris in RIP aflevering 2 (1992)
- Professor Moorthamer in Meester! (????)
- Oud-directeur rusthuis in De Gouden Jaren (1992)
- Butler in Commissaris Roos (????)
- Bankdirecteur in Bompa (????)
- Baron in Postbus X (1993)
- Commissaris in De onweersvogel (1979)
- Commissaris in De Collega's
- Bisschop in Rubens, schilder en diplomaat (1977)
- Huisdokter in Het huis der onbekenden (1974)
- Secretaris in Een man van goede wil (1973)
- Koorlid in Agamemnon (1973)
- Notaris in De Loteling (1973)
- Jantje Kropsla in De vorstinnen van Brugge (1972)
- Fabio in Driekoningenavond (1972)
- Harper in Arsenium en de oude kant (1971)
- Professor Cipriani in De Familie Tot (1971)
- Oscar Rose in De fysici (1970)
- Koning van Frankrijk in Koning Laer (1969)
- Flagherty in Lieve mensen (1969)
- Geert Boonejan in Wij, Heren van Zichem (1969)
- Sabot in De strop (1969)
- Technicus in Je t'aime, je t'aime (1968)
- Lid van comité in De rozen van Henry Thayer (1968)
- Dokter Ostermark in De vader (1967)
- Arts in Mandjes uit Mexico (1967)
- Dokter Hammerberg in Het verhoor (1967)
- Ned in Axel Nort (1966)
- Assistent in Anna Kleiber (1966)
- Ontvanger in Sussusut (1966)
- Proske in Jeroom en Bezamien (1966)
- Rufus in Kapitein Zeppos (1964)
- Vic Bal in De Tijdscapsule (1963)
- Matroos in Muiterij op de Caine (1957)